# توماس براون (بازیکن فوتبال)
توماس براون (انگلیسی: Thomas Brown؛ زادهٔ) بازیکن فوتبال است.
از باشگاه‌هایی که در آن بازی کرده‌است می‌توان به باشگاه فوتبال سنت میرن اشاره کرد.